# Мангистауский атомно-энергетический комбинат
Мангистауский атомный энергокомбинат (МАЭК; ранее — Мангышлакский энергозавод, Мангистауская гидроэлектростанция ) — казахстанская государственная многопрофильная энергетическая организация, которая является крупным источником энергоснабжения в Мангистауской области. В 1972—1999 годах в составе предприятия действовал ядерный реактор БН-350.

## История

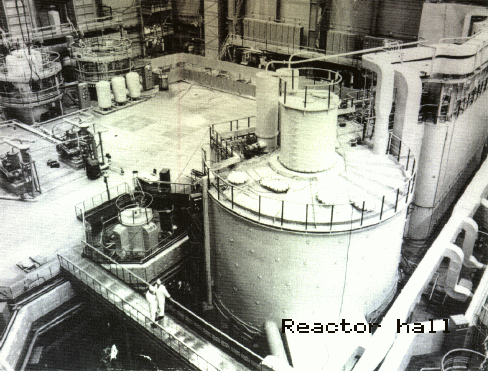
Реактор БН-350

«Мангышлакэнергозавод» был образован приказом министра Среднего машиностроения СССР от 8 февраля 1968 года «О выделении энергозавода в самостоятельное предприятие». 
С 1 июля 1968 года на базе действующих энергообъектов и строящегося энергозавода было образовано новое предприятие.
В 1972 году в составе предприятия был пущен в строй реактор на быстрых нейтронах БН-350 с установленной тепловой мощностью 1000 МВт и эквивалентной электрической мощностью 350 МВт (фактической — 135 МВт). Атомная установка единственная в мире позволяла опреснять воду, тем самым обеспечивая Актау пресной водой в объёме 120 000 м³ в сутки.
В июле 1993 года закончился проектный срок службы реактора, однако его работу ежегодно продлевали. А в 1999 году Казахстан утвердил постановление о выводе реактор БН-350 из эксплуатации. Согласно постановлению для полного вывода реактора, демонтажа зданий и захоронения было заложено 50 лет.
В 2003 году имущественный комплекс обанкротившегося РГП «МАЭК» был выкуплен Национальной атомной компанией «Казатомпром», и на базе него было создано ТОО «Мангистауский атомно-энергетический комбинат — Казатомпром», которое начало производство электрической и тепловой энергии, пара, горячей, технической и питьевой воды посредством трёх тепловых электростанций, работающих на сухом газе.
В ТОО «МАЭК-Казатомпром» была внедрена и в сентябре 2008 года сертифицирована Интегрированная система менеджмента (ИСМ), которая включает в себя Систему менеджмента качества (стандарт ИСО 9001:2000), Систему экологического менеджмента (стандарт ИСО 14001:2004) и Систему менеджмента профессиональной безопасности и охраны труда (стандарт OHSAS 18001:2007) (SAI GLOBAL, АО «НаЦЭкС»).

### Хронология МАЭК

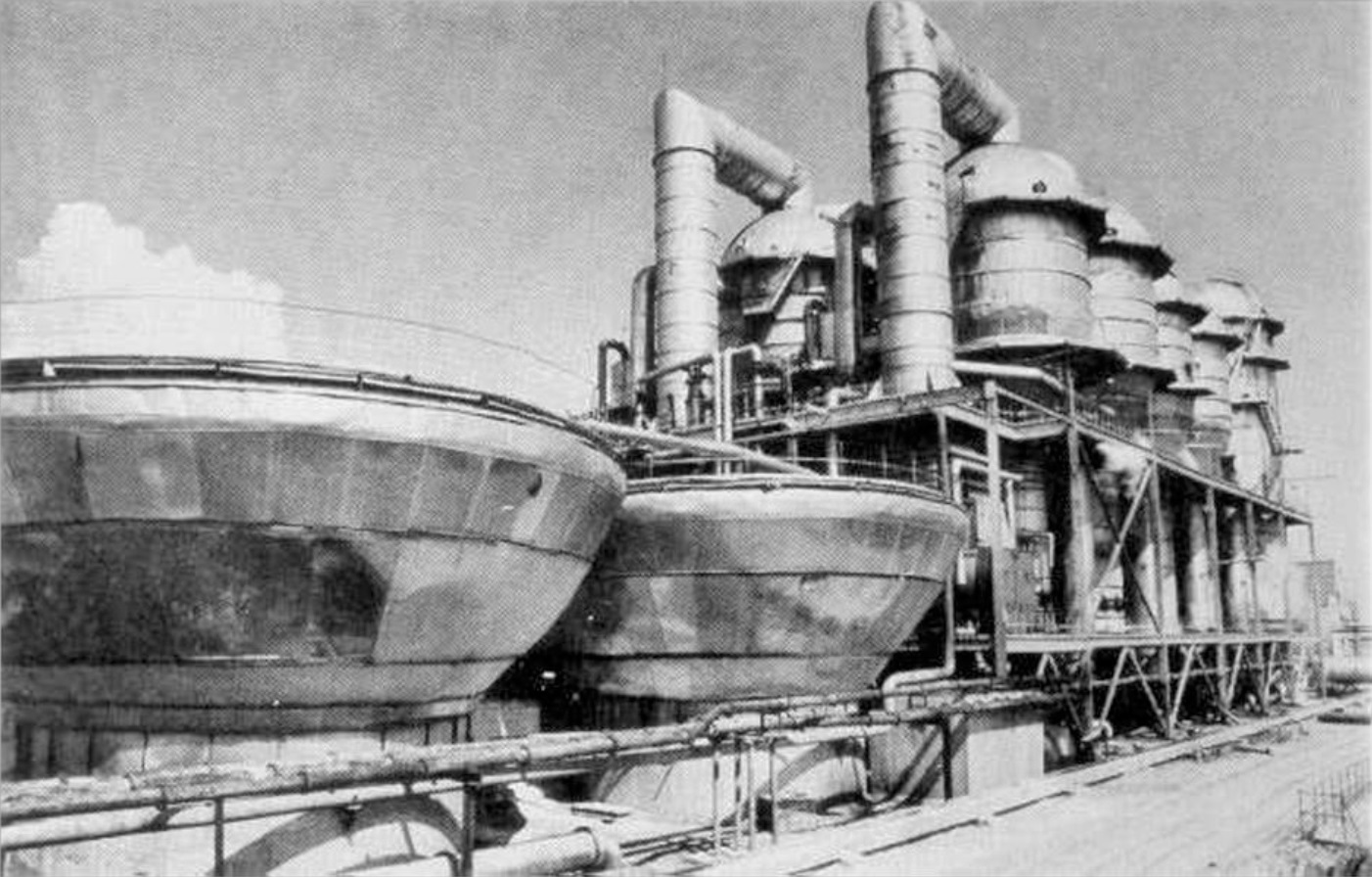
Опреснители на основе БН-350

- 1962 — введена в эксплуатацию первая дизельная электростанция (ЦСП);
- 1963 — запущены первые турбоагрегаты ТЭЦ−1;
- 1963 — первую опреснённую воду дала опытно-промышленная установка (ОПИУ);
- 1964 — начато строительство атомного реактора на быстрых нейтронах;
- 1966 — начато строительство ТЭЦ-2;
- 1967 — промышленная испарительная установка дала дистиллят (ПИУ);
- 1968—1970 — введены в эксплуатацию первые пятикорпусные батареи ЗПД;
- 1968 — образование Мангышлакского энергозавода[6];
- 1968 — была введена первая очередь ТЭЦ-2, а в 1985 году полностью завершено её строительство;
- 1968 — образование объекта промышленного водоснабжения (ОПВС);
- 1972 — произведён физический пуск реактора БН-350;
- 1973 — произведён энергетический пуск реактора БН-350;
- 1978 — образование Мангышлакского энергокомбината (МАЭК);
- 1984 — введены в строй два блока ТЭЦ-3;
- 1997 — правительство Казахстана приняло решение о выводе из эксплуатации РУ БН-350;
- 2003 — образование ТОО «МАЭК-Казатомпром».
- 2010 — окончание проекта по вывозу отработанного топлива на площадку долговременного хранения в Курчатов, Национальный ядерный центр Республики Казахстан.

## Подразделения
- ТЭЦ-1 МАЭК 43°37′52″ с. ш. 51°13′20″ в. д.HGЯO. Установленная мощность электростанции — 75 МВт, располагаемая — 45 МВт[7].
- ТЭЦ-2 МАЭК 43°36′21″ с. ш. 51°16′52″ в. д.HGЯO. Установленная мощность электростанции — 630 МВт, располагаемая — 465 МВт[7].
- ТЭС МАЭК (ТЭЦ-3) 43°35′49″ с. ш. 51°17′19″ в. д.HGЯO. Установленная мощность электростанции — 625 МВт, располагаемая — 450 МВт[7].
- Реактор БН-350 (Шевченковская АЭС) 43°36′23″ с. ш. 51°16′59″ в. д.HGЯO.
- Завод производства дистиллята и промышленного тепловодоснабжения (ЗПД и ПТВС).
- Ремонтный завод.

## Продукция и услуги МАЭК
На сегодня основными и побочными производимыми товарами МАЭК являются:
- электрическая и тепловая энергия;
- пар, дистиллят (средней и глубокой очистки);
- горячая, техническая и питьевая вода;
- зарядка, хранение, перевозка источников ионизирующего излучения, включая используемые при нефтяных операциях;
- термодемеркуризация люминесцентных ламп, являющихся опасными отходами.

## Руководители МАЭК
- 1968—1989 — Юрченко, Дмитрий Сергеевич
- 1989—1995 — Левитин, Вячеслав Леонидович
- 1995—1997 — Кандыба, Анатолий Михайлович
- 1997—1998 — Левитин, Вячеслав Леонидович
- 1998—2000 — Каланов Алишер Баходырович (реабилитационный управляющий)[8][9]
- 2000—2002 — Кайпиев Кайрат Ныгыметович (реабилитационный управляющий)[10]
- 2002—2003 — Асамбаев Валихан Серикович (реабилитационный управляющий)[11]
- 2003—2005 — Ибраев Бауржан Мухтарханович[12]
- 2005—2012 — Утебаев, Сакен Нуриевич
- 2012—2013 — Пустобаев Сергей Николаевич (и. о.)
- 2013—2016 — Утебаев, Сакен Нуриевич
- 2016—2020 — Абдрасилов, Кайрат Айтаевич
- 2020—2020 — Ураков Кинис Нурмагамбетович
- 2021-2022 — Есентугелов Талгат Арыстанович
- с 2022 - Суюнчалиев Жасулан Аскарович

## Энергоблоки
| Энергоблок | Тип реакторов | Мощность | Мощность | Начало строительства | Подключение к сети | Ввод в эксплуатацию | Закрытие   |
| Энергоблок | Тип реакторов | Чистая   | Брутто   | Начало строительства | Подключение к сети | Ввод в эксплуатацию | Закрытие   |
| ---------- | ------------- | -------- | -------- | -------------------- | ------------------ | ------------------- | ---------- |
| Шевченко   | БН-350        | 52 МВт   | 90 МВт   | 01.10.1964           | 16.07.1973         | 16.07.1973          | 22.04.1999 |

## Экологическая обстановка
Сбросной канал реактора заселили перелётные птицы, ранее отсутствовавшие в Актау. Впоследствии на территории сбросного канала был образован государственный заказник — особо охраняемая природная территория. Многочисленные виды животных, птиц и рыб привлекает используемая для охлаждения реактора и турбин ТЭЦ чистая морская вода, которая теплее воды в море.